# أريتايوس القبادوقي
أريتايوس (باليونانية: Ἀρεταῖος) هو واحد من أشهر الأطباء الإغريق القدماء. لا تتوفر عنه معلومات كثيرة كعمره أو حياته ومكان معيشته، لكن يبدو أنه عاش في فترة حكم نيرون، واقترن اسمه باللقب قبادوقي (باليونانية: Καππάδοξ).

## مؤلفاته
ألف أريتايوس 8 أعمال وهي كما يلي:
- عملين بعنوان De causis et signis acutorum morborum
- عملين بعنوان De causis et signis diuturnorum morborum
- عملين بعنوان De curatione acutorum morborum
- عملين بعنوان De curatione diuturnorum morborum

وللأسف فإن هذه الأعمال موجودة بحالة سيئة وبعض أجزائها مفقودة.